# Tetramorium curtulum
Tetramorium curtulum är en myrart som beskrevs av Carlo Emery 1895. Tetramorium curtulum ingår i släktet Tetramorium och familjen myror. Inga underarter finns listade i Catalogue of Life.